# Pappeln
Die Pappeln (Populus) sind eine Pflanzengattung in der Familie der Weidengewächse (Salicaceae). Sie sind in gemäßigten Gebieten auf der Nordhalbkugel in Nordamerika und Eurasien weit verbreitet. Sie wachsen an Flussufern und in Wäldern und werden häufig zur Gewinnung von Holz, Papier und Energie angebaut.

## Beschreibung und Ökologie

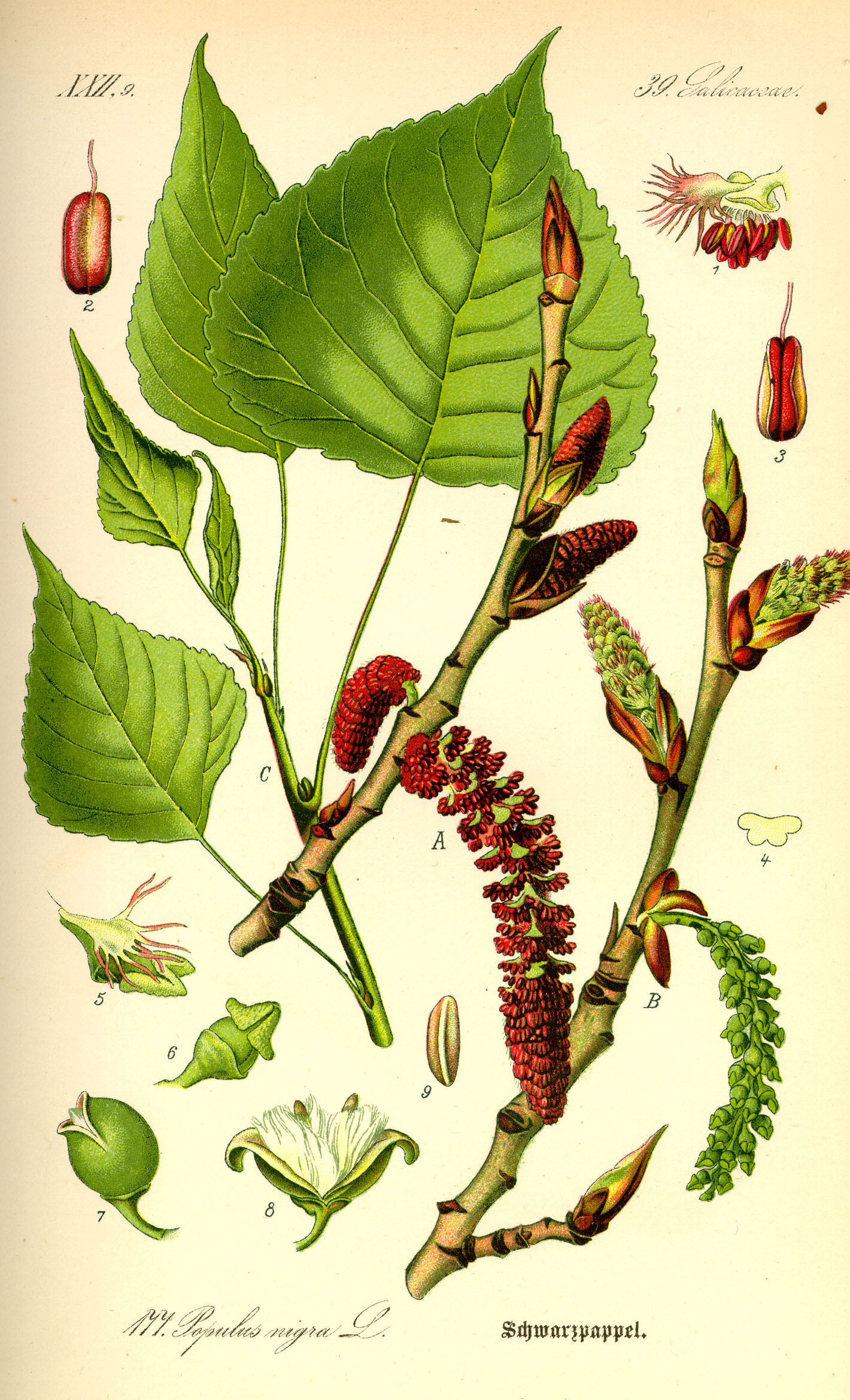
Illustration der Schwarz-Pappel (Populus nigra)

### Erscheinungsbild
Pappeln sind sommergrüne Bäume oder Sträucher, die Wuchshöhen von 30 bis 45 Metern erreichen. Der Stamm ist gewöhnlich aufrecht. Die Borke ist rau oder glatt und häufig grau.

### Wurzeln

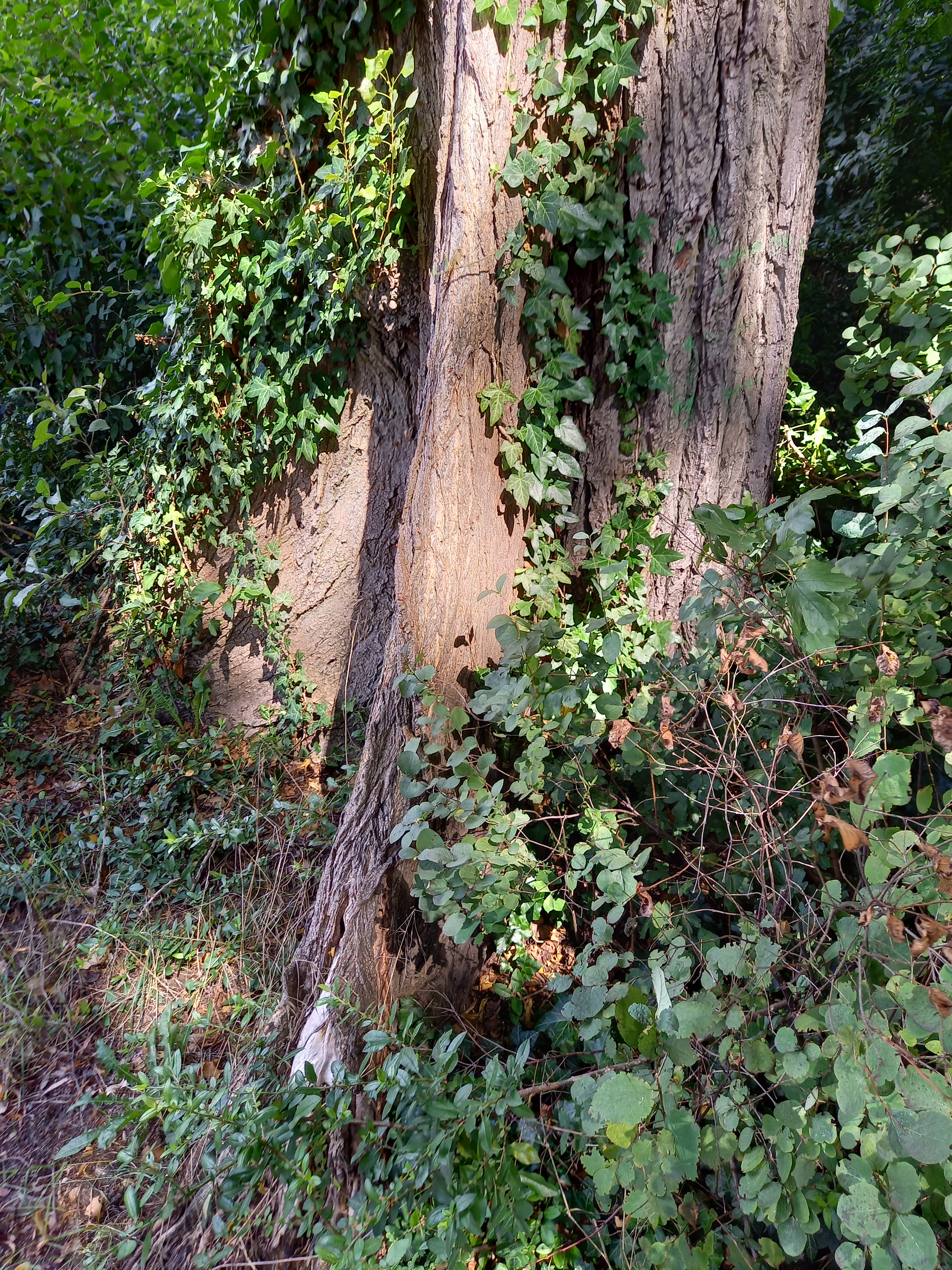
Brettwurzeln bei einer Pappel

Pappeln bilden Herzwurzelsysteme bis Horizontalwurzelsysteme aus. Pfahlwurzeln sind nicht belegt, dafür aber stark ausgeprägte horizontale Wurzeln, von denen einerseits Senker nach unten abzweigen, andrerseits Schösslinge nach oben austreiben, die der vegetativen Vermehrung dienen. Die Feinwurzeln der Pappeln sind im Vergleich zu denen anderer Bäume recht lang, wenig verzweigt und dünn. Die Wurzeln bilden sowohl Ektomykorrhizen als auch vesikulär-arbuskuläre Mykorrhizen. Auf nassem oder schlecht durchlüftetem Substrat kommen auch Brettwurzeln vor.

### Holz und Borke

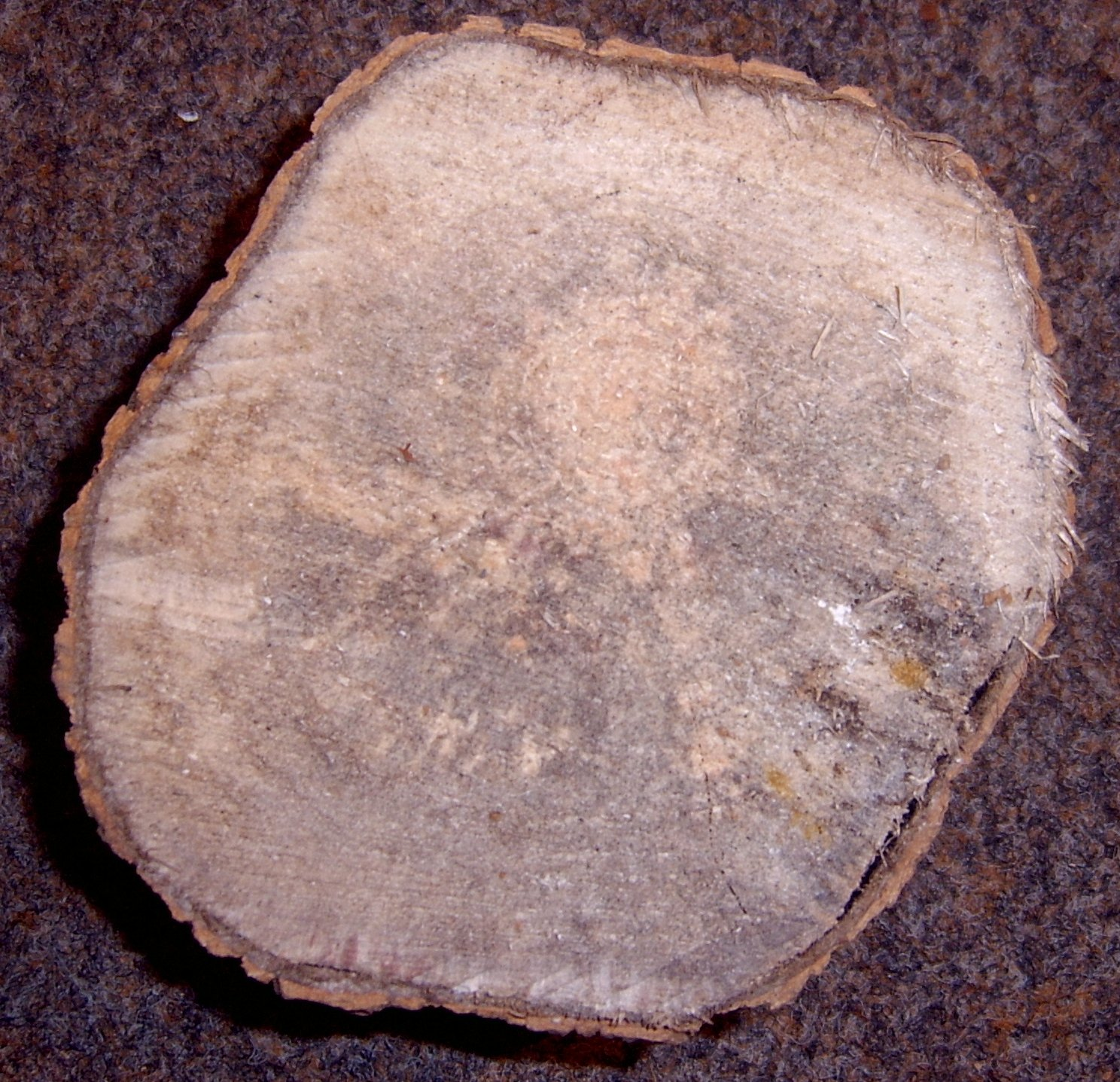
Querschnitt durch den Stamm einer Zitter-Pappel

Das Holz aller Pappelarten ist recht ähnlich; die Unterschiede aufgrund von Umweltbedingungen sind größer als die artenbedingten Unterschiede. Pappelholz hat einen sehr hohen Zelluloseanteil, was es flexibel macht. Die Rohdichte bei einer Holzfeuchte von 15 Prozent beträgt im Schnitt 0,45 g/cm³, wobei die Werte zwischen 0,41 und 0,60 liegen. Die Zitter-Pappel liegt etwa bei 0,49. Die Werte von Pappelholz liegen in ähnlichen Bereichen wie die von Holz der Nadelbäume Gemeine Fichte und Weymouths-Kiefer.
Das Holz der Pappeln ist zerstreutporig; die Gefäße des Frühholzes sind nicht größer als die des Spätholzes. Die Holzstrahlen sind im Wesentlichen aus gleich großen Zellen aufgebaut. Im Holzparenchym werden Stärke, Protein und Fette gespeichert. Das Kernholz, in dem kein lebendes Parenchym mehr vorkommt, wird bei Populus tremuloides ab dem fünften Jahr gebildet und ist bei allen Pappelarten farblich nicht deutlich abgegrenzt.
Die Borke besitzt relativ dünnwandige Korkzellen. Junge Bäume besitzen eine glatte Rinde mit durchgehendem Periderm. Später wird die Borke häufig rau und gefurcht.

### Blätter

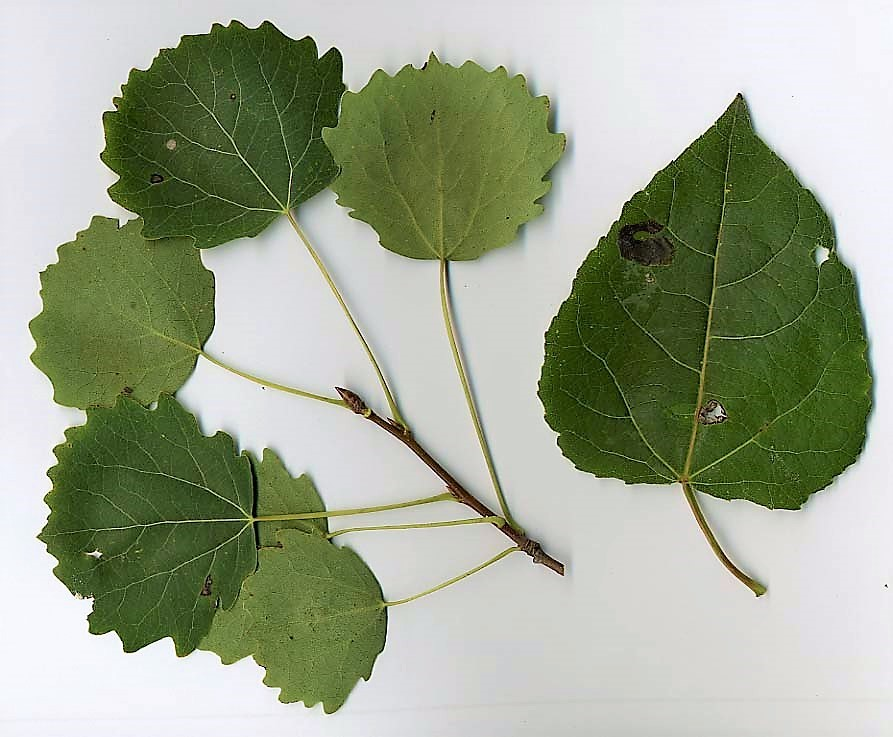
Blattdimorphismus: links die in den Winterknospen vorgebildeten, rechts die Sommerblätter

Die Laubblätter sind dreieckig, herz- oder eiförmig und entweder ganzrandig oder gelappt. Der Blattstiel ist lang, der Querschnitt rund oder seitlich abgeflacht. Die Blätter an Lang- und Kurztrieben, d. h. die in den Winterknospen vorgebildeten und die im Sommer gebildeten Blätter, sind häufig unterschiedlich gestaltet. Die Winterknospen besitzen mehrere ungleiche Schuppen.

### Geschlechterverteilung
Wie sämtliche Vertreter der Weidengewächse (Salicaceae) sind Pappeln zweihäusig, es gibt also männliche und weibliche Pflanzen. In allen Sektionen der Gattung wurden aber ausnahmsweise auch Individuen beobachtet, deren Blütenstände sowohl Stempelblüten als auch Staubblattblüten enthielten.

### Blüten und Früchte

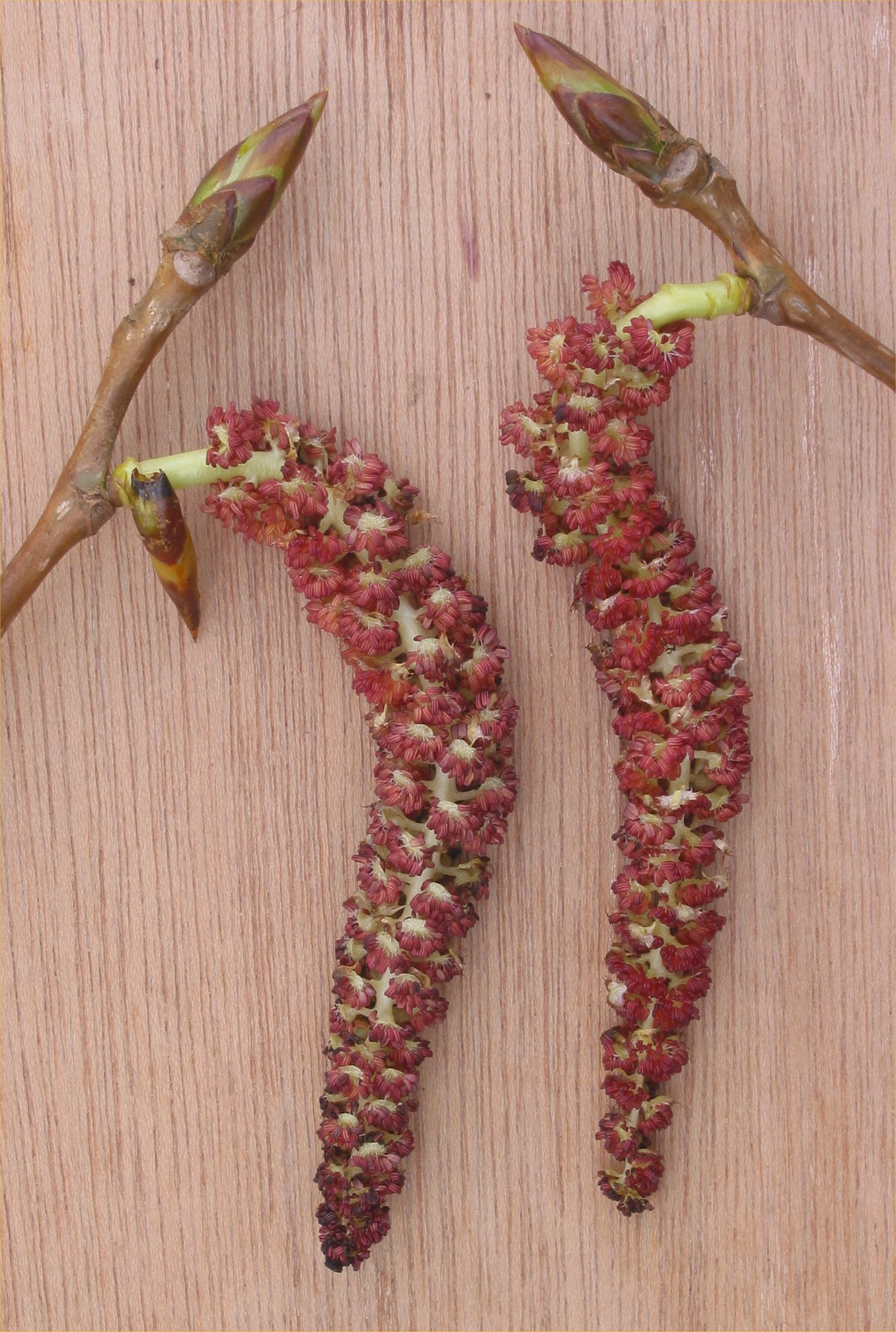
Männliche Kätzchen der Kanadischen Pappel

Die Blütenstände sind gestielte, hängende Kätzchen. Männliche und weibliche Kätzchen sind sehr ähnlich. Die Blüten stehen in den Achseln eines lanzettlichen oder gezähnten Tragblatts und sind gestielt. Die Tragblätter fallen bereits während der Anthese ab. Eine Blütenhülle fehlt bei männlichen wie weiblichen Blüten, jedoch sind die männlichen bzw. weiblichen Organe von einem mehr oder weniger ausgeprägten Diskus umgeben. Die männlichen Blüten besitzen vier bis 60 Staubblätter, deren Staubfäden nicht verwachsen sind. In den weiblichen Blüten ist der Fruchtknoten sitzend und unilokulär. Der Fruchtknoten besteht aus zwei bis vier verwachsenen Fruchtblättern und ist an der Basis oder bis zu drei Viertel seiner Höhe vom Diskus umgeben. Die Samenanlagen stehen zu vielen an zwei bis vier parietalen Plazenten. Der Griffel ist kurz und trägt zwei bis vier Narben. Nektarien fehlen.
Die Pappeln werden vom Wind bestäubt (Anemophilie), die Blüten erscheinen vor den Blättern.
Die Frucht ist eine zwei- bis vierklappige Kapsel, die zahlreiche Flugsamen beinhaltet. Die Samen sind von einem langen, dichten Flausch aus Haaren umgeben, Endosperm ist kaum ausgebildet oder fehlt völlig. Das Gewicht eines Samens beträgt meist nur einige Zehntel Milligramm, dafür kann ein Baum pro Jahr über 25 Mio. Samen produzieren. Die Ausbreitung der Samen erfolgt durch den Wind (Anemochorie).

### Inhaltsstoffe
Pappeln bilden als sekundäre Inhaltsstoffe Phenole, jedoch keine stickstoffhaltigen sekundären Pflanzenstoffe. Die mengenmäßig bedeutendsten Phenole sind Phenol-Glykoside, Flavonoide und Tannine. Zu den Phenol-Glykosiden zählen Salicin, Salicortin, Tremuloiden und Tremulacin. Sie sind besonders in Blättern, Zweigen und in der Rinde vorhanden. In Fraßversuchen reduzieren sie das Wachstum vieler Insekten.
Im Herbst werden im Stamm aus der gespeicherten Stärke die Zucker Saccharose, Raffinose und Stachyose gebildet. Während Stärke im Winter nur in geringen Mengen vorkommt, können Raffinose und Stachyose je 6 bis 7 Prozent der Stamm-Trockenmasse ausmachen. Fette werden im Stamm und in der Borke ebenfalls gespeichert. Im Gegensatz zu früheren Meinungen, als die Pappeln als reine fettspeichernde Arten angesehen wurden, stellen die Fette neben den Kohlenhydraten nur einen Teil der Reservestoffe dar.
Die Chromosomenzahl beträgt bei allen Arten 2n=38. Das Kern-Genom ist mit 2C = 1,2 Pikogramm vergleichsweise klein.

## Wachstum

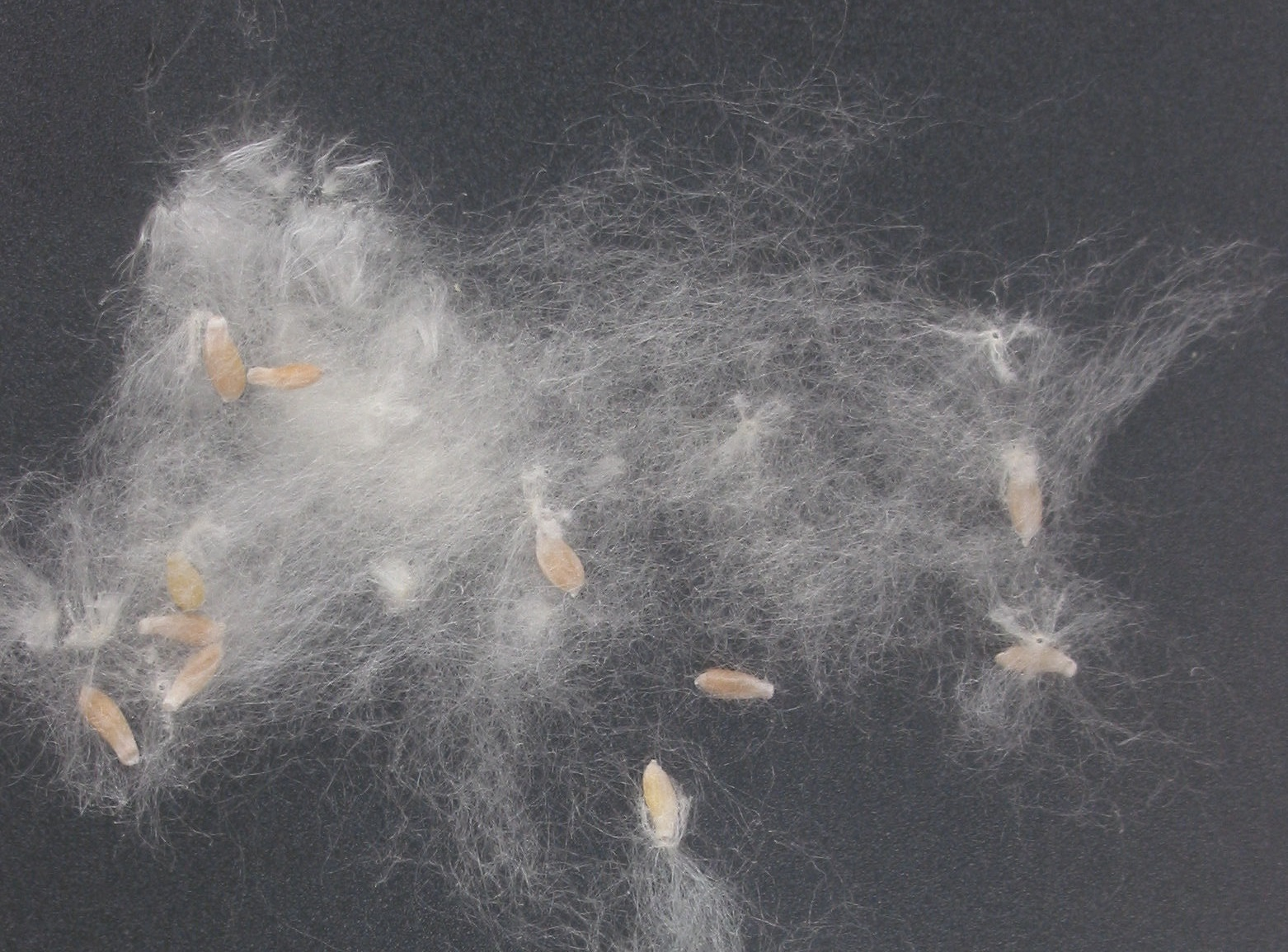
Samen mit Samenhaaren (Pappelwolle)

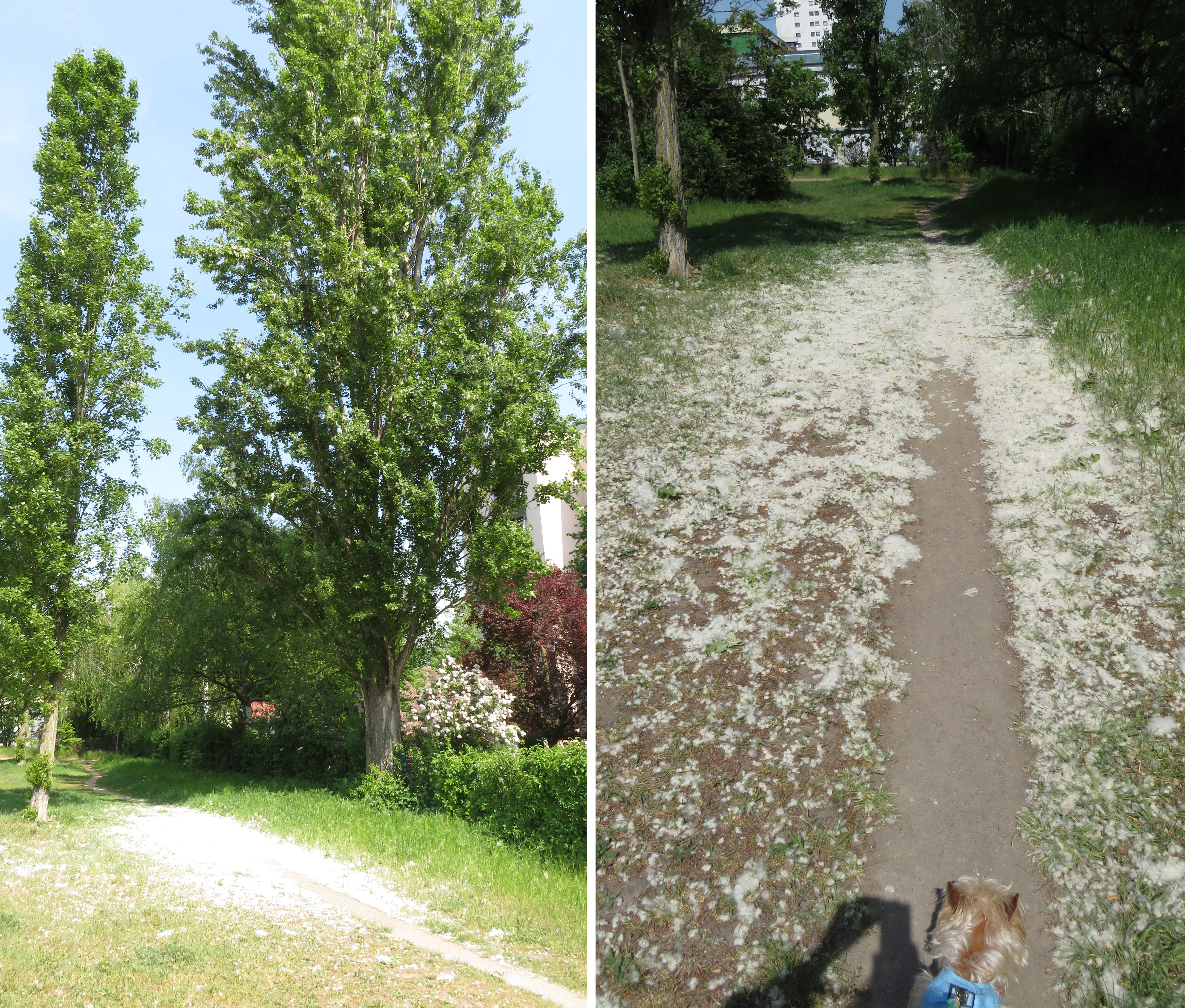
Durch ihre weiße Behaarung flugfähige Samen liegen als Pappelschnee an einem von Pappeln gesäumten Pfad.

Pappeln blühen abhängig von der geographischen Breite zwischen Februar und April. Auch innerhalb einer Population kann sich die Blütezeit einzelner Bäume um zwei Monate unterscheiden. Die Eizellen werden innerhalb von 24 Stunden nach der Bestäubung befruchtet. Die Samen werden durch den Wind und durch Wasser bis zu einigen Kilometern ausgebreitet; meist sind es aber wenige hundert Meter. Die Samen sind vielfach nur wenige Wochen keimfähig, sie keimen bei günstigen Bedingungen, das heißt auf feuchtem Mineralboden, sogleich aus. Bereits im ersten Jahr können die Keimlinge Wurzeltiefen von 75 bis zu 150 Zentimeter erreichen, während das Höhenwachstum wesentlich bescheidener ausfällt. Die erste Blüte erfolgt im Alter von etwa fünf bis zehn Jahren. Pappeln werden meist 100 bis 200 Jahre alt.
Die Pappeln können sich sehr gut vegetativ, d. h. über Wurzelausschläge vermehren. Auch abgebrochene Zweige und umgefallene Bäume – z. B. durch Überflutung – können sich wieder bewurzeln. Besonders Pappeln der Sektion Populus wachsen oft in großen Klon-Kolonien, die aus einem einzelnen Samen entstanden sind. Die Schösslinge können bis zu 40 m vom Mutterbaum entfernt auftreten. Auch wenn durch ein Feuer etwa der gesamte oberirdische Baumbestand zerstört wird, überlebt das Wurzelnetz. So kann die Kolonie Tausende von Jahren überdauern. Im amerikanischen Bundesstaat Utah ist eine Gruppe von Pappeln bekannt, welche möglicherweise bereits seit 80.000 Jahren an diesem Standort existiert.
In der Sektion Tacamahaca kommt Cladoptose vor: Zweige werden durch die Bildung einer Abszissionsschicht, ähnlich wie beim herbstlichen Laubfall, abgeworfen.
Pappeln gehören zu den am schnellsten wachsenden Gehölzen der gemäßigten Breiten. Diese Eigenschaft begünstigt ihre ökologische Rolle als Pioniergehölze. Das Wachstum ist nicht wie bei den meisten Bäumen dieser Gebiete auf die in den Winterknospen vorgebildeten Blätter beschränkt. Die Pappeln wachsen auch später im Jahr mit neuen Blättern weiter. Das Wachstum wird – zumindest bei manchen Arten – erst durch die verkürzte Photoperiode im Herbst beendet.

## Verbreitung
Pappeln kommen in den temperaten Gebieten der Nordhalbkugel vor (holarktische Verbreitung). Ihre Verbreitung reicht von den subtropischen Gebieten Chinas, wo sie ein Mannigfaltigkeitszentrum besitzen, bis in die boreale Zone. In Amerika reicht ihr Vorkommen im Süden bis nach Mexiko. Populus ilicifolia kommt in Ostafrika vor.
In Mitteleuropa sind die Schwarz-Pappel (Populus nigra), die Silber-Pappel (Populus alba), und die Zitter-Pappel (Populus tremula) heimisch; daneben die natürliche Hybride Grau-Pappel (Populus canescens).

## Standorte
Pappeln kommen häufig an Flussläufen vor, wo sie Bestandteil der Auwälder sind. Viele Arten wie die Schwarzpappel sind gegen Überflutung und auch Überschlickung tolerant, während Trockenheit oft schlecht vertragen wird. Mit Weiden und Erlen gehören sie zur Weichholzaue, der tiefsten Auwaldstufe.
Daneben wachsen sie in temperaten, borealen und montanen Wäldern. Viele Arten sind aufgrund ihres raschen Wachstums im Jugendstadium und der vegetativen Vermehrung aggressive Kolonisten auf zuvor gestörten Standorten.
Weltweit gibt es rund 80 Millionen Hektar natürlichen Pappelbestand, davon 28,3 Millionen Hektar in Kanada (2001), 21,9 Millionen in Russland und 17,7 Millionen in den USA (2003). Die Hauptnutzung ist hier die Holzproduktion. Als viertgrößtes Pappel-Land folgt China mit 2,1 Millionen Hektar. Hier liegt die Hauptnutzung im Naturschutz durch die Wälder.

## Krankheiten und Fraßfeinde

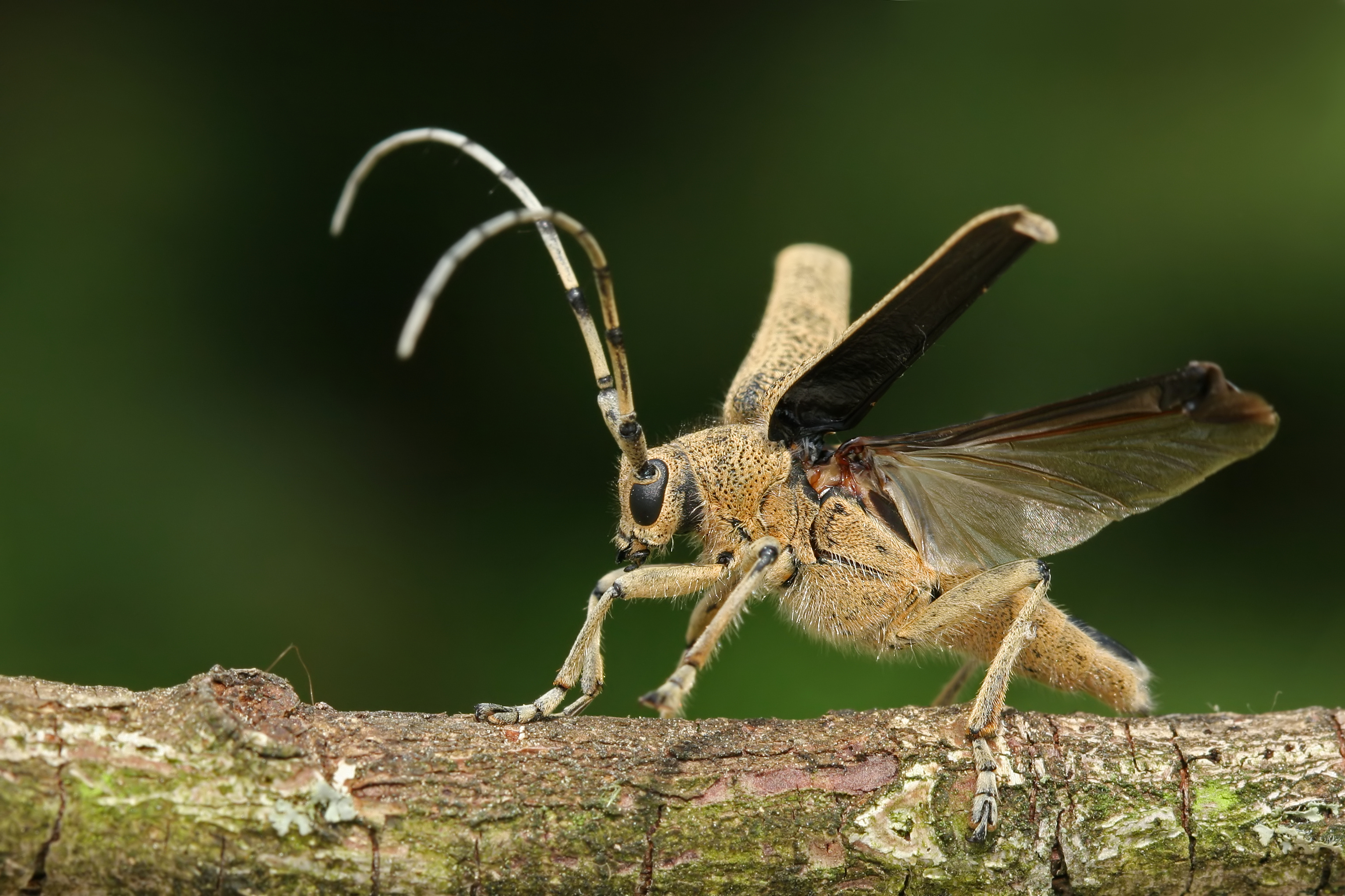
Großer Pappelbock (Saperda carcharias)

An Pappeln wurden über 650 Pilzarten nachgewiesen. An Populus tremuloides wurden über 300 Insektenarten und 250 Pilzarten gefunden. Weltweit ökonomisch wichtige Erkrankungen sind Blattrost (Melampsora spp.), Blatt- und Spross-Bleiche (Venturia spp.), die Blattfleckenkrankheit Marssonia, der Stammkrebs Hypoxylon mammatum, der Fäule-Erreger Phellinus tremulae und Septoria
In Mitteleuropa bedeutende Krankheiten sind der Bakterielle Pappelkrebs (Xanthomonas populi), der Rindenbrand (Dothichiza populae), der Braunfleckengrind, der Blattrost (Melampsora spp.), die Triebspitzenkrankheit (Pollaccia radiosa) und die Blattfleckenkrankheit (Marssonia spp.). An Insekten sind der Große Pappelbock (Saperda carcharias), der Kleine Pappelbock (Saperda populnea) und der Moschusbock (Aromia moschata) zu erwähnen. Verbiss- und Fegeschäden sind durch Mäuse, Hasen, Kaninchen, Rot-, Dam- und Rehwild möglich.
Fast hundert Falterraupenarten siedeln auf Pappeln.

## Systematik

### Äußere Systematik
Die Gattung Populus wurde seit jeher zur Familie der Weidengewächse gezählt. Sie ist eine monophyletische Gruppe und die Schwestergruppe der Gattung Salix.

### Innere Systematik

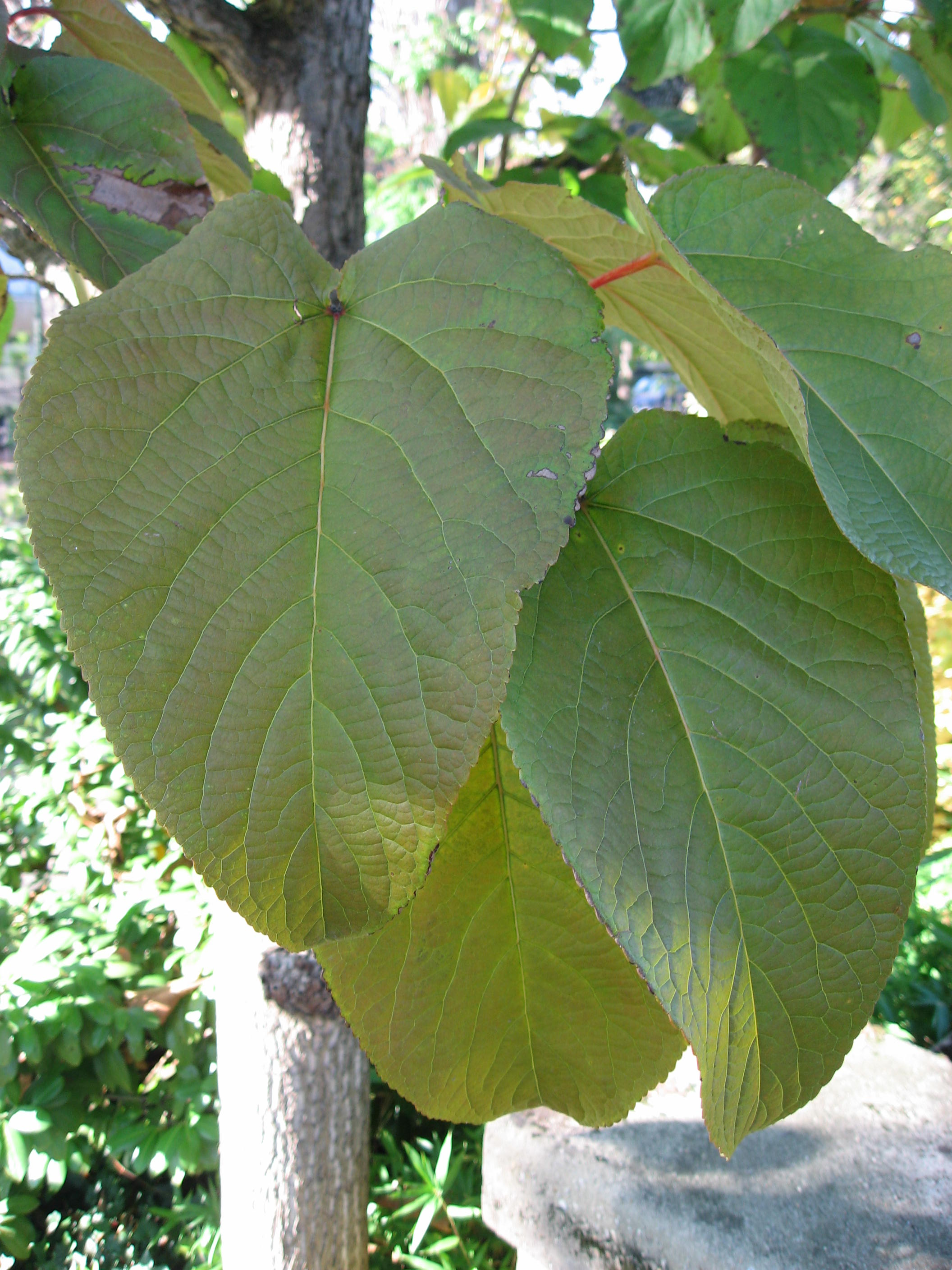
Sektion Leucoides: Großblatt-Pappel (Populus lasiocarpa)

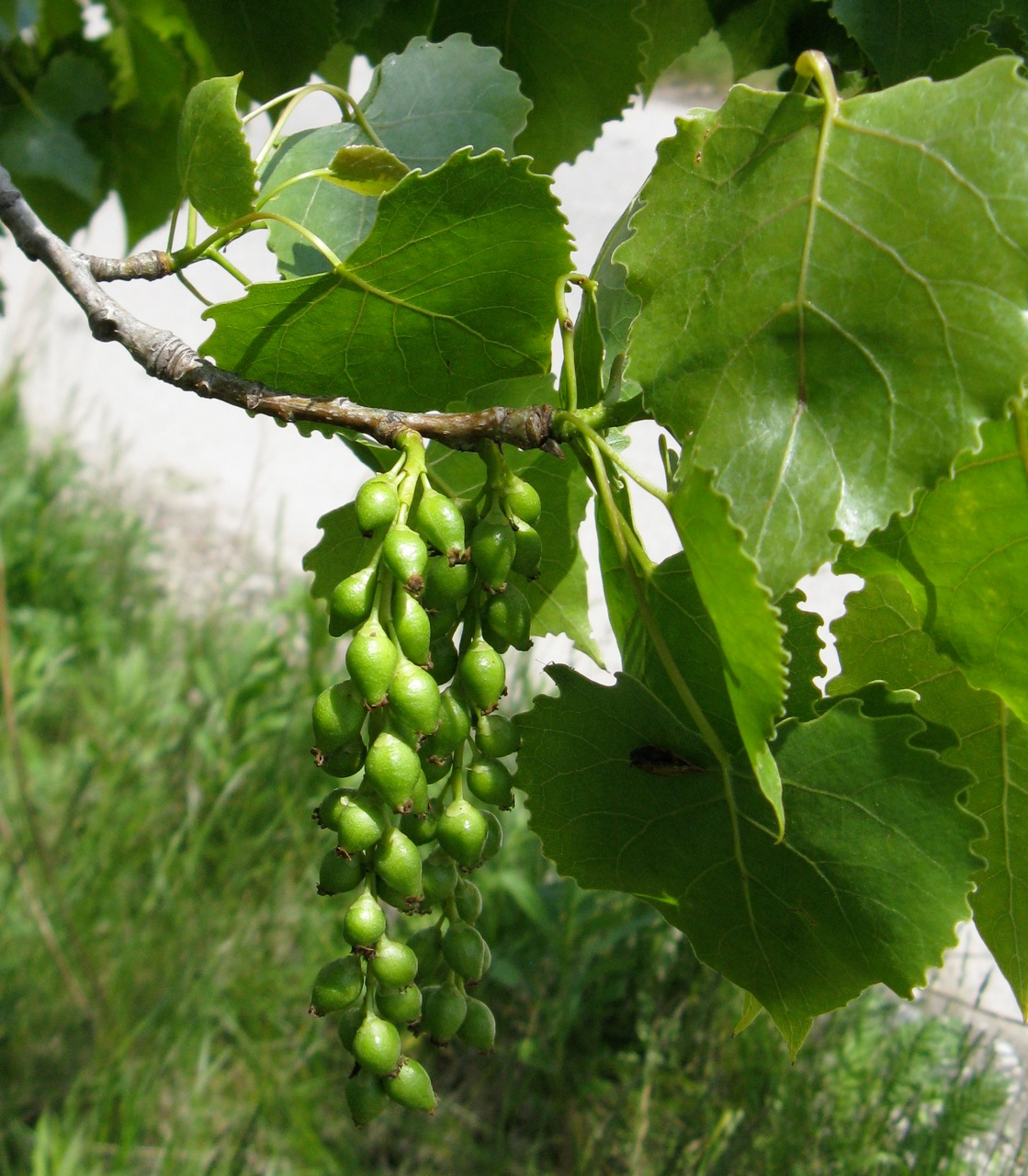
Sektion Aigeiros: Kanadische Schwarz-Pappel (Populus deltoides)

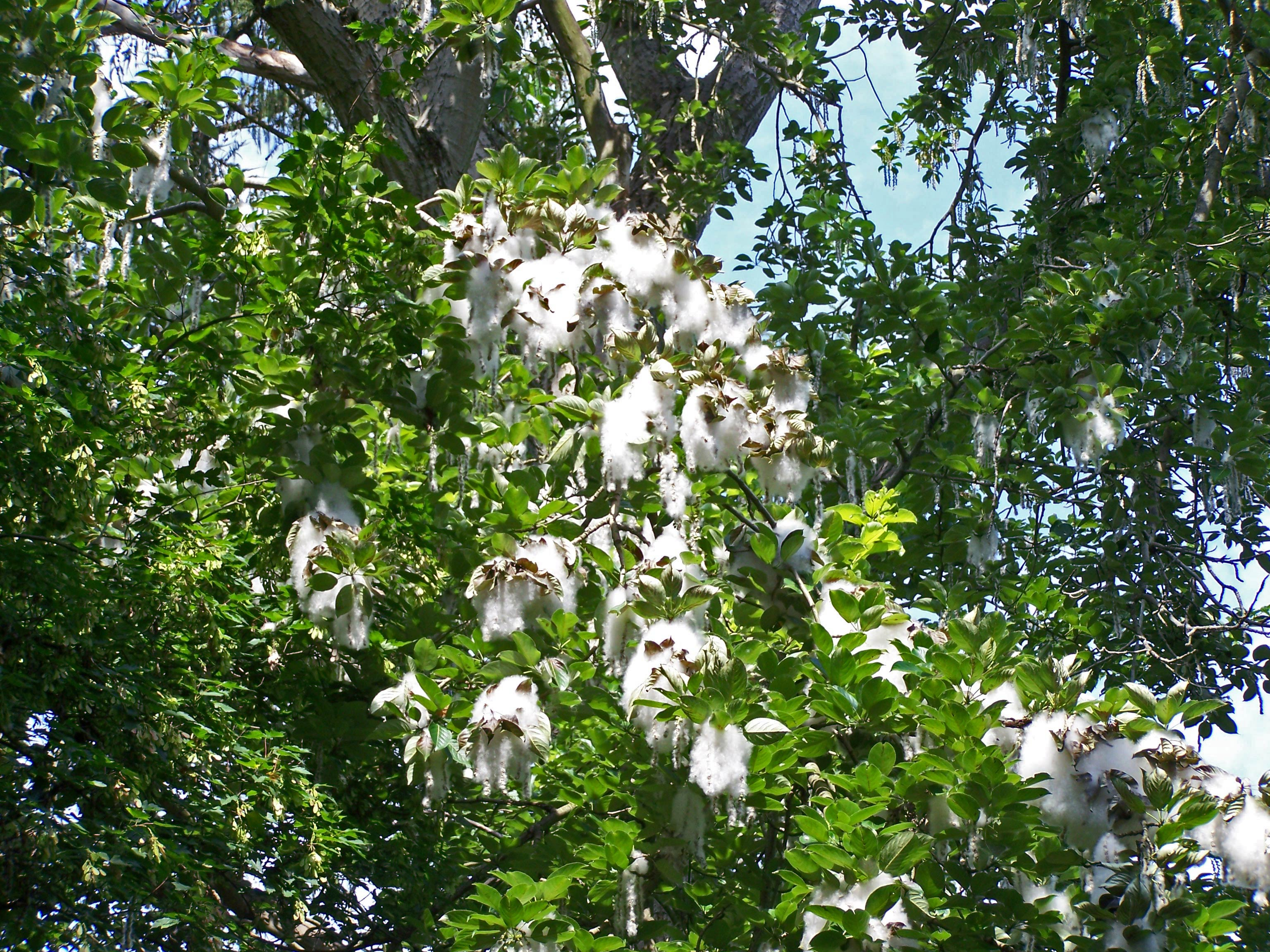
Sektion Tacamahaca: Populus maximowiczii mit typischer Samenflockung

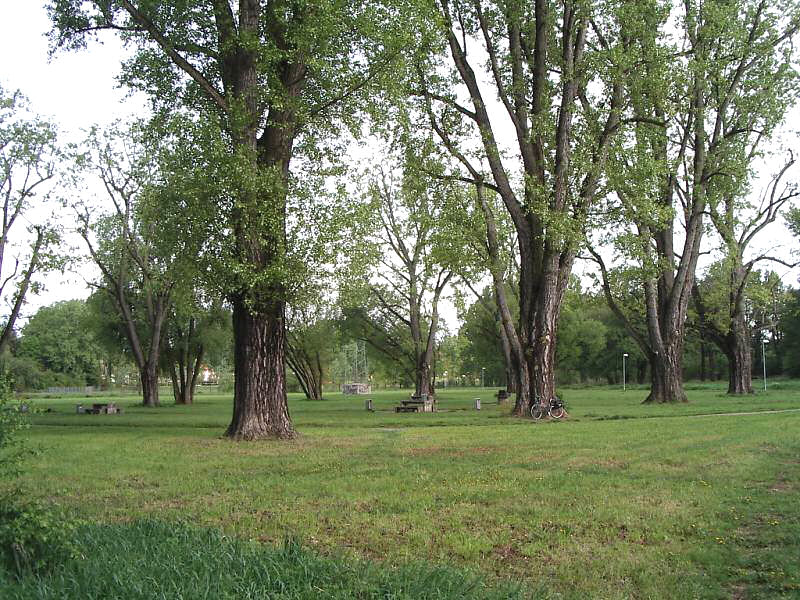
Sektion Populus: Graupappeln (Populus × canescens) im Südwesten der Altstadt von Fürth (2004)

Innerhalb der Gattung kommt es häufig zu Hybridisierungen. Es gibt verschiedene Gliederungen in Sektionen, auch die Artenzahl variiert je nach Bearbeiter zwischen 22 und 89. Vor allem Bearbeiter der russischen und chinesischen Pappeln tendieren zu einer größeren Artenzahl. Die folgende Gliederung stammt aus Eckenwalder 1996:
- Sektion Abaso Eckenw.
  - Populus mexicana Wesm., Nordamerika
- Sektion Turanga Bunge: in Eurasien und Ostafrika
  - Euphrat-Pappel (Populus euphratica Olivier)
  - Populus ilicifolia (Engl.) Rouleau in Ostafrika
  - Populus pruinosa Schrenk: Sie kommt in Südwestasien, Zentralasien und in Xinjiang vor.[1]
- Sektion Leucoides Spach: Im östlichen Eurasien und in Nordamerika
  - Großblatt-Pappel (Populus lasiocarpa Oliv.)
  - Populus glauca Haines (inkl. Populus wilsonii C.K. Schneid.): Sie kommt in Indien, Sikkim, Xizang, Sichuan und Yunnan vor.[1]
  - Populus heterophylla L.: Nordamerika.[19]
- Sektion Aigeiros Duby – Schwarzpappeln: holarktisch
  - Schwarz-Pappel (Populus nigra L.)
  - Kanadische Schwarz-Pappel (Populus deltoides W. Bartram ex Marshall, inkl. Populus sargentii Dode und Populus wislizeni (S. Watson) Sarg.)
  - Frémont-Pappel (Populus fremontii S. Watson): Sie kommt in mehreren Unterarten in Nordamerika vor.[19]
- Sektion Tacamahaca Spach – Balsampappeln: holarktisch
  - Populus angustifolia E. James: Sie kommt in Nordamerika vor.[19]
  - Balsam-Pappel (Populus balsamifera L.)
  - Populus ciliata Wall. ex Royle: Sie kommt in mehreren Varietäten in Xizang, Yunnan, Bhutan, Indien, Kaschmir, Myanmar, Nepal, Pakistan und Sikkim vor.[1]
  - Lorbeerblättrige Pappel (Populus laurifolia Ledeb.)
  - Birken-Pappel oder Simons Pappel (Populus simonii Carriere)
  - Populus suaveolens Fisch. (inklusive Populus cathayana Rehder, Populus koreana Rehder und Populus maximowiczii A. Henry): Sie kommt im asiatischen Russland, Korea, Japan, in der Mongolei und in China vor.[1]
  - Chinesische Balsam-Pappel (Populus szechuanica C.K. Schneid.)
  - Westliche Balsam-Pappel (Populus trichocarpa Torr. & A. Gray)
  - Populus yunnanensis Dode: Sie kommt in Guizhou, Sichuan und Yunnan vor.[1]
- Sektion Populus (Syn.: Sektion Leuce Duby) – Weiß- und Zitterpappeln: holarktisch
  - Populus adenopoda Maxim. (Syn.: Populus gamblei Dode): China.[1][20]
  - Silber-Pappel (Populus alba L.)
  - Grau-Pappel (Populus × canescens (Aiton) Sm.)
  - Großzähnige Pappel (Populus grandidentata Michx.)
  - Populus guzmanantlensis A.Vázquez & R.Cuevas: Mexiko.
  - Populus monticola Brandegee: Kalifornien und Mexiko.
  - Populus sieboldii Miq.: Japan.
  - Populus simaroa Rzed.: Mexiko.
  - Zitter-Pappel (Populus tremula L., inkl. Populus davidiana Dode)
  - Amerikanische Zitterpappel (Populus tremuloides Michx.)

Auf Gensequenzanalysen basierende phylogenetische Studien haben diese auf morphologischen Merkmalen beruhende Gliederung in Sektionen im Wesentlichen bestätigt. Allerdings sind nach genetischen Untersuchungen entgegen Eckenwalders Auffassung Populus tremula und die ostasiatische Populus davidiana getrennte (wenn auch fruchtbar kreuzbare) Arten.

### Hybridisierung
Bei den Pappeln treten sehr häufig natürliche Hybride auf. Dabei hybridisieren die einzelnen Arten der jeweiligen Sektion untereinander. Arten der beiden Sektionen Tacamahaca und Aigeiros hybridisieren wechselseitig, während Arten der Sektion Populus nicht mit Arten anderer Sektionen hybridisieren. Im Gegensatz zu vielen anderen Pflanzensippen kommt Polyploidie nach Hybridisierung bei den Pappeln nicht vor.
Durch natürliche Kreuzung entstanden und durch den Anbau sehr weit verbreitet sind die beiden Hybriden:
- Grau-Pappel (Populus ×canescens (Aiton) Sm.): Hybride aus Populus alba × Populus tremula.
- Kanadische Pappel (Populus ×canadensis Moench): Hybride aus Populus deltoides × Populus nigra. Sie entstand spontan, nachdem die amerikanische Populus deltoides im 17. Jahrhundert nach Europa eingeführt worden war.

Eher selten treten triploide Hybriden auf, die dann steril sind, jedoch klonal vermehrt werden können. Ein Beispiel ist die Convarietät Astria, eine Kreuzung aus Populus tremula × Populus tremuloides.

## Evolution
Innerhalb der Gattung gilt die Sektion Abaso als die ursprünglichste, aus der sich über Leucoides die anderen Sektionen entwickelt haben. Die Sektion Populus wird als am weitesten entwickelte angesehen.
Fossil ist die Gattung durch ihre Blätter sehr häufig vertreten. Die ältesten Funde stammen aus dem späten Paläozän Nordamerikas und sind rund 58 Mio. Jahre alt. Sie können der Sektion Abaso zugeordnet werden. Im späten Eozän traten erstmals Fossilien der Sektion Leucoides auf, wie auch die ersten Fossilien in Eurasien. Im Oligozän traten in Nordamerika wie Eurasien Vertreter auf, die als gemeinsame Vorläufer der Sektionen Tacamahaca und Aigeiros angesehen werden, eindeutig den beiden Sektionen zuordenbare Fossilien sowie solche der Sektion Populus traten erst im Miozän auf.

## Nutzung

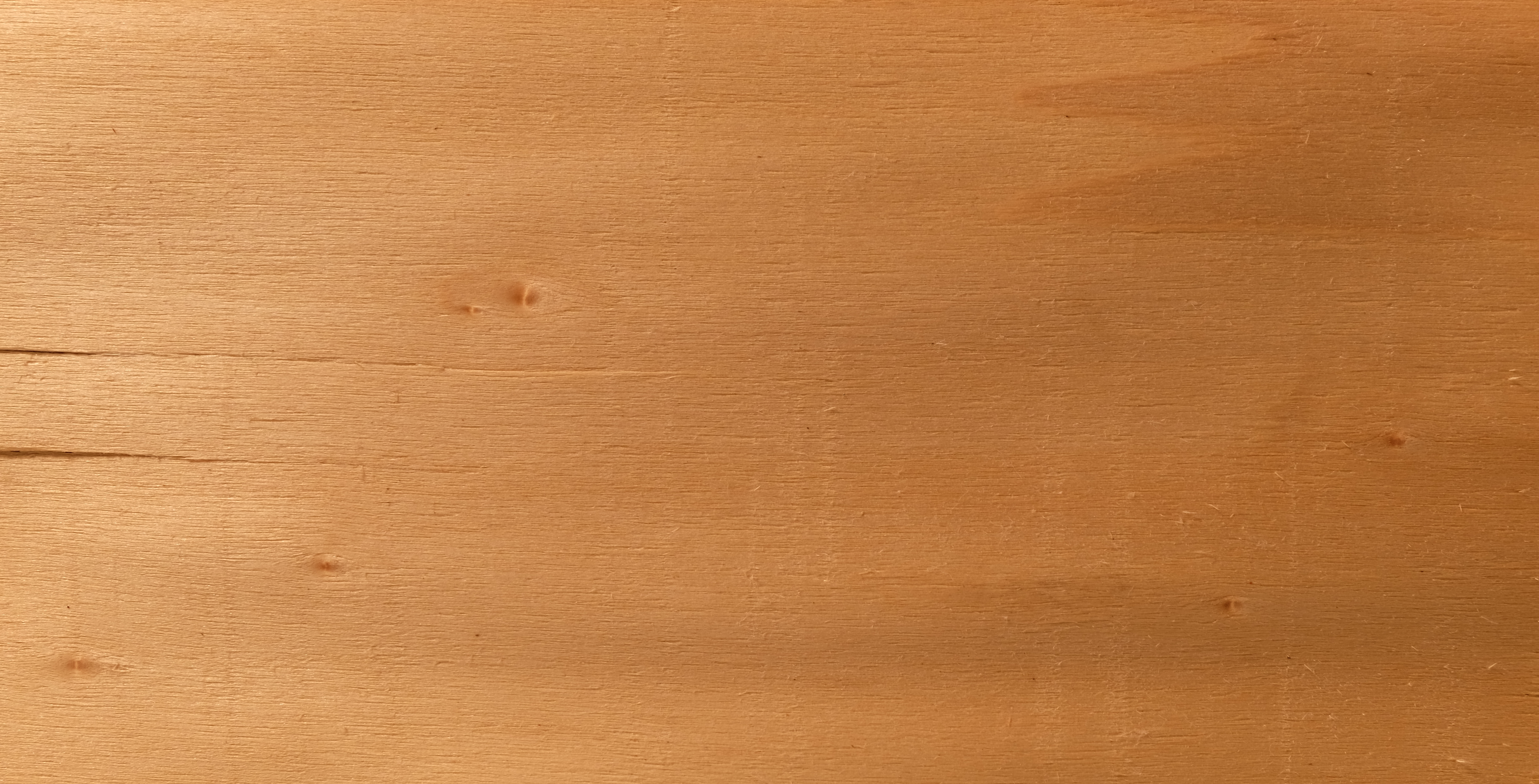
Gemessertes, nicht geschliffenes Pappelholz.

Pappeln wachsen schnell, sind einfach zu vermehren und viele Formen bilden aufrechte, ausgeprägte Hauptstämme. Diese Eigenschaften machen Pappelholz zu einem beliebten Nutzholz.
Die Nutzung von Pappeln für Holz, Brennstoff und Einstreu für Tiere ist für den Mittelmeerraum bis nach Zentralasien seit der Antike belegt. Zunächst wurden vor allem Populus nigra und Populus alba genutzt. Nach der Einführung der amerikanischen Populus deltoides nach Europa wurde diese Art sowie die Hybride Populus × canadensis zunehmend  genutzt. Seit dem frühen 20. Jahrhundert wurde die Pappelzucht auf wissenschaftliche Weise weitergeführt. 1947 wurde die Internationale Pappel-Kommission (International Poplar Commission) unter der Ägide der Ernährungs- und Landwirtschaftsorganisation der UNO (FAO) gegründet.
In Deutschland und den Niederlanden werden Holzschuhe, die niederländischen Klompen, unter anderem aus Pappelholz gefertigt.
Das Holz der Pappeln ist im Allgemeinen weißlich bis leicht gelblich. Es ist weich, aber dennoch belastbar. Dazu ist es weniger leicht entzündlich als andere einheimische Hölzer. Es wird daher zu Streichhölzern verarbeitet, welche nach dem Entzünden nicht allzu schnell abbrennen sollen. Wärmebehandeltes Pappelholz wird zum Innenausbau von Saunen verwendet.
Zerkleinertes Pappelholz wird als Holzwolle für Verpackungszwecke eingesetzt. Diese eignet sich auch gut zur Haltung von Kleintieren, da das Holz keine ätherischen Öle enthält (wie etwa Kiefern und andere Nadelhölzer).
Pappelholz wird fein gespalten, um daraus Lebensmittelverpackungen (z. B. für Camembert) und Essstäbchen anzufertigen. Zu Zellulosebrei aufgelöst wird es zu Papier verarbeitet.
Aus Pappelholz werden Paletten und Sperrholz in einfachen Qualitäten produziert. Der Kern von Snowboards besteht häufig aus dem leichten und flexiblen Holz der Pappeln; ebenso der Korpus von Streichinstrumenten, Gitarren und Trommeln, da es gute Resonanzeigenschaften haben soll.
In Italien wurden speziell in der Renaissance Gemälde und Tafelbilder auf Pappelholztafeln gemalt, so auch das Bildnis der Mona Lisa.
Obwohl das Stammholz am Baum im Falle von Verletzungen nicht sehr beständig gegen Fäulnis ist, ist das verarbeitete Holz einigermaßen form- und witterungsbeständig, solange es nach Durchfeuchtung schnell abtrocknen kann. Es bleicht im Außenbereich zu einer silber-grauen Farbe.

Im Nordwesten Russlands wird Pappelholz traditionell zur Herstellung von Dachschindeln verwendet.
Wie Eichenholz enthält die Rinde der Bäume Tannine, welche zum Gerben von Leder verwendet wurden.

Aufgrund der in Blättern, Knospen, Zweigen und Rinde enthaltenen Phenole wurden traditionell Extrakte zur Behandlung von Verbrennungen, Juckreiz und Gelenkschwellungen sowie zur Zubereitung von Tee zur Anwendung bei leichten Harnwegsinfektionen verwendet.
Weltweit gibt es rund 6,7 Millionen Hektar gepflanzte Pappeln, davon 3,8 Millionen zur Holzproduktion und 2,9 Millionen zum Umweltschutz. 30 Prozent der Fläche sind Agroforestry-Systeme. Von der Gesamtfläche entfallen 4,9 Millionen (73 Prozent) auf China, 1 Million auf Indien. Es folgen Frankreich mit 236.000, die Türkei mit 130.000, Italien mit 118.800, Argentinien mit 63.500 und Chile mit 15.000 Hektar. Die Holzernte aus natürlichen Beständen belief sich 2003 auf 100 Millionen m³ in Russland und 16 Millionen in Kanada. In fünf Ländern wurden mehr als eine Million m³ aus angepflanzten Beständen geerntet: Türkei (3,8 Mio.), China (1,85 Mio.), Frankreich (1,8 Mio.), Italien (1,4 Mio.) und Indien (1,2 Mio.).
Es gibt im Wesentlichen drei Formen von Pappel-Pflanzungen: Produktions-Plantagen, Schutzpflanzungen und landschaftspflegerische Anpflanzungen.

### Verwendung in der Heilkunde
Die (harzigen) Knospen der Pappeln wurden früher zur Herstellung der in der Heilkunde, belegt etwa für das 12. Jahrhundert im Antidotarium Nicolai (in dem auch die Herstellung von Öl, olium populinum, aus den Knospen erwähnt wird), genutzten Pappelsalbe (Unguentum) Populeum (auch Unguentum Populi, unguentum populeon und Popolium-Salbegenannt) verwendet, insbesondere die Pappelbaumknospen von Populus nigra (und möglicherweise auch Populus alba). Volkstümliche Anwendungen der Pappelsalbe sind belegt gegen Hämorrhoiden, Verbrennungen und Entzündungen. Die entzündungshemmende Wirkung der Pappelsalbe beruht auf dem in frischen Pappelsprossen enthaltenen Salicin.

### Plantagen

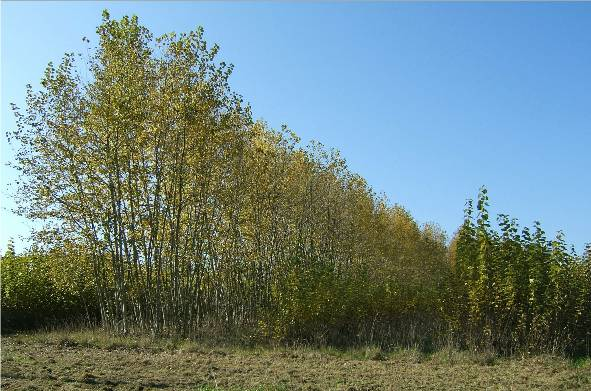
Kurzumtriebskultur mit Hybridpappeln

Monoklonale Bestände als schnellwachsendes Holz werden in Kurzumtriebskulturen genutzt. In Nord- und Westeuropa sowie in Nordamerika betragen die Umtriebszeiten von Kulturen mit 20- bis 30-jähriger Nutzungsdauer 1 bis 5 Jahre. In Italien werden die Pappelplantagen nach 10 bis 15 Jahren geerntet. Das aus Plantagen gewonnene Holz wird in Form von Hackschnitzeln und Holzpellets für die Energiegewinnung genutzt, kann jedoch auch als Industrieholz für die Holzwerkstoffindustrie zur Produktion von Spanplatten, Papier und anderen Werkstoffen eingesetzt werden.
Balsampappeln der Sektion Tacamahaca werden dagegen eher in Wäldern angebaut, häufig auch zusammen mit anderen Arten. Diese Form ist in Nordamerika weit verbreitet. In Reinbeständen beträgt die Rotationsdauer 40 bis 50 Jahre. In Asien, im Mittleren Osten und Nordafrika werden häufig Säulenformen in engen Abständen von einem Meter in 10–20-Jahresrotation angebaut.
In der Agroforstwirtschaft (Agroforestry) werden Pappeln zusammen mit Zuckerrohr, Mais, Weizen, Soja und anderen Feldfrüchten angebaut. Verbreitet ist diese Anbaumethode im nördlichen Indien und China.

### Schutzpflanzungen

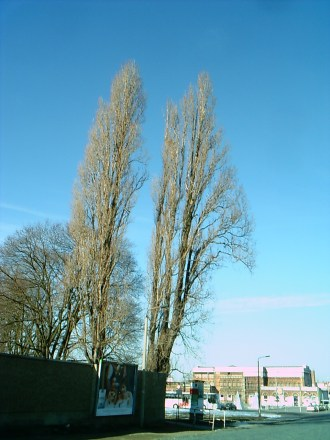
Winterliche Säulenpappel, häufig als Alleebaum gepflanzt.

Pflanzungen zum Schutz an Flussufern und als Windschutz sind seit Jahrhunderten üblich. Als Windschutz sind Pappeln wegen ihres raschen Wuchses gut geeignet. Durch die Wahl der Pappel-Sorte kann auch die Breite und Höhe der Krone recht gut im Voraus bestimmt werden. Häufig werden säulenförmige Formen wie die Pyramiden-Pappeln angepflanzt. Weit verbreitet sind Pappeln als Windschutz in Russland, der Ukraine und Kanada.
Entlang von Flussufern vermindern Pappeln nicht nur die Erosion, sondern verbessern auch die Wasserqualität. Wegen ihrer Raschwüchsigkeit und Anspruchslosigkeit finden sie als Pionierbaumarten bei der forstlichen Rekultivierung von Halden oder Tagebauen Verwendung.

### Landschaftspflege
Zur Landschaftspflege werden einzelne Bäume oder kleine Gruppen angepflanzt, häufig Säulenpappeln. Beispiele häufig verwendeter Cultivare sind Populus nigra cv. italica in gemäßigten Gebieten und Populus nigra var. thevestina in Asien und im Mittelmeerraum. In West- und Mitteleuropa sind es die Cultivare Robusta, Serotina, Regenerata und Marilandica von Populus canadensis. Häufig sind Pappeln in Reihenpflanzungen entlang von Gräben, Wegen und Grundstücksgrenzen zu finden.

### Verwendung des Holzes
Das Holz wird bei ausreichender Größe zu Schnittholz sowie Schälfurnieren (zur Zündholzherstellung) verarbeitet. Es findet auch in der Paletten- und Verpackungsindustrie Verwendung. Weitere Verarbeitungsbereiche sind Spanplatten, Faserplatten und Spanholzformteile. Im Innenausbau ist Pappelholz gut verwendbar, unter direkten Witterungseinflüssen ist es nur beschränkt haltbar.
Ein überwiegender Teil des Pappelholzes wird jedoch in der Zellstoff-, Karton- und Papierindustrie eingesetzt. Die Nutzung als Brennholz und als Biomasse zur Energiegewinnung ist nicht sehr bedeutend.

### Forschung und Zucht
Das Genom von Populus trichocarpa war das erste Genom eines Baumes, das vollständig sequenziert wurde. Pappeln waren zwischen 1994 und 2004 nach Kiefern die am häufigsten verwendeten Bäume im Bereich Biotechnologie und mit 47 Prozent aller Studien die am häufigsten verwendete Baumgattung für gentechnische Veränderungen. Transgene Pappeln werden in den Vereinigten Staaten, Kanada, der Europäischen Union und in China in Freisetzungsversuchen untersucht. Veränderte Holzqualität, Schädlingsresistenz und verbesserte Schwermetallaufnahme und dessen Akkumulierung zur Bodensanierung stehen dabei im Zentrum der Forschungsaktivitäten.
Seit 1998 sind in China transgene Pappeln zum kommerziellen Anbau zugelassen, die ein Bt-Toxin exprimieren, um Fraßschäden durch Insekten zu verhindern, ohne Insektizide zu spritzen. Von 2013 bis 2016 wurden 543 Hektar insektenresistente Pappeln angepflanzt. In Freilandversuchen wird die Möglichkeit eines Auskreuzens des Bt-Transgens in Wildformen der Pappel als wenig wahrscheinlich eingestuft, da die Pollen relativ wenig weit verteilt werden und die Samen im trockenen Klima eine beschränkte Überlebensrate haben.
Für die Züchtung günstige Eigenschaften der Pappeln sind die leichte Bildung von Art-Hybriden, die durch den Heterosis-Effekt häufig günstigere Eigenschaften aufweisen, sowie die Möglichkeit, die Eigenschaften solcher Hybriden durch klonale Vermehrung konstant zu halten. 1992 führte der Catalogue of Poplar Cultivars 280 Cultivare an, die vor allem aus Klonen bestehen. Seit 2006 gibt es eine offizielle Datenbank, in der im März 2008 332 Cultivare registriert waren.

## Etymologie
Der Name Populus wurde bereits vor Linné benutzt. Im Lateinischen ist das Wort pōpulus (feminin im Gegensatz zum maskulinen populus, das „Volk“ bedeutet) seit Cato dem Älteren belegt, stets in der Bedeutung Pappel. Die Etymologie des lateinischen Wortes ist nicht bekannt. Plinius der Ältere unterschied bereits die drei in Südeuropa vorkommenden Arten. Der deutsche Name Pappel leitet sich vom althochdeutschen popel, mittelhochdeutsch papele, papel gleicher Bedeutung ab.

## Belege